# 红木城站
红木城站（英語：Redwood City station）位于美国加利福尼亚州红木城，是加州列车（Caltrain）的车站之一。该站为旧金山、圣马刁县和圣克拉拉县的通勤者提供服务。